# Alouette à nuque rousse
Mirafra africana
Espèce
Répartition géographique
Statut de conservation UICN

 LC  : Préoccupation mineure
L'Alouette à nuque rousse (Corypha africana) est une espèce d'oiseaux de la famille des Alaudidae.

## Description
L'Alouette à nuque rousse est une alouette de grande taille, d'aspect massif, avec des ailes larges et une queue plutôt courte.
Son plumage, comme celui de la plupart des alouettes, est cryptique, entièrement dans les tons crème, bruns et fauves. Comme chez les autres alouettes du genre Mirafra, les rémiges primaires sont largement rousses.

## Distribution
Cet oiseau vit en Afrique subsaharienne.
L'Alouette à nuque rousse vit en Afrique subsaharienne, surtout présente en Afrique de l'Est et australe, excepté dans sa partie occidentale. En Afrique de l'Ouest, sa distribution est très morcelée.

## Taxonomie
Jusqu'en 2023, l'Alouette à nuque rousse était classée dans le genre Mirafra mais, à la suite d'une large étude de phylogénétique moléculaire menée par l'ornithologue suédois Per Alström et ses collaborateurs, il a été démontré que ce genre était trop hétérogène, c'est pourquoi en 2024 le Congrès ornithologique international a divisé le genre Mirafra en quatre genre. L'Alouette à nuque rousse a été déplacée dans le genre Corypha.